# Domachowo, West Pomeranian Voivodeship
Domachowo [dɔmaˈxɔvɔ] (tiếng Đức: Hanshagen) là một ngôi làng thuộc khu hành chính của Gmina Polanów, thuộc quận Koszalin, West Pomeranian Voivodeship, ở phía tây bắc Ba Lan. Nó nằm khoảng 12 kilômét (7 mi)  phía tây bắc Polanów, 27 km (17 mi) phía đông Koszalin và 157 km (98 mi) về phía đông bắc của thủ đô khu vực Szczecin.
Trước năm 1945, khu vực này là một phần của Đức. Đối với lịch sử của khu vực, xem Lịch sử của Pomerania.
Ngôi làng có dân số 260 người.